# Джозеф Атія
Джозеф Атія  (19 травня 1957) — сирійський борець, олімпійський медаліст.

## Виступи на Олімпіадах
| Олімпіада         | Дисципліна                       | Місце |
| ----------------- | -------------------------------- | ----- |
| Лос-Анджелес 1984 | вільна боротьба, важка категорія | 2     |